# Église de la Synaxe de la Sainte Vierge Marie de Matkiv
L'église de la Synaxe de la Sainte Vierge Marie de Matkiv est classée comme monument national ukrainien et au Patrimoine mondial de l'UNESCO. Elle est située à Matkiv, oblast de Lviv en Ukraine.
Elle fut édifiée en 1838 elle a été consacrée à saint Démétrios de Thessalonique en 1989 et utilisée par la communauté gréco-catholique.

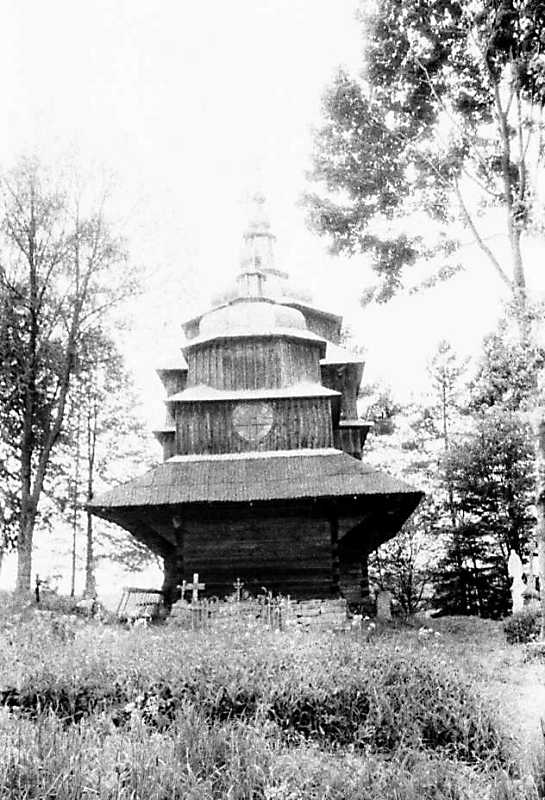
L'Église
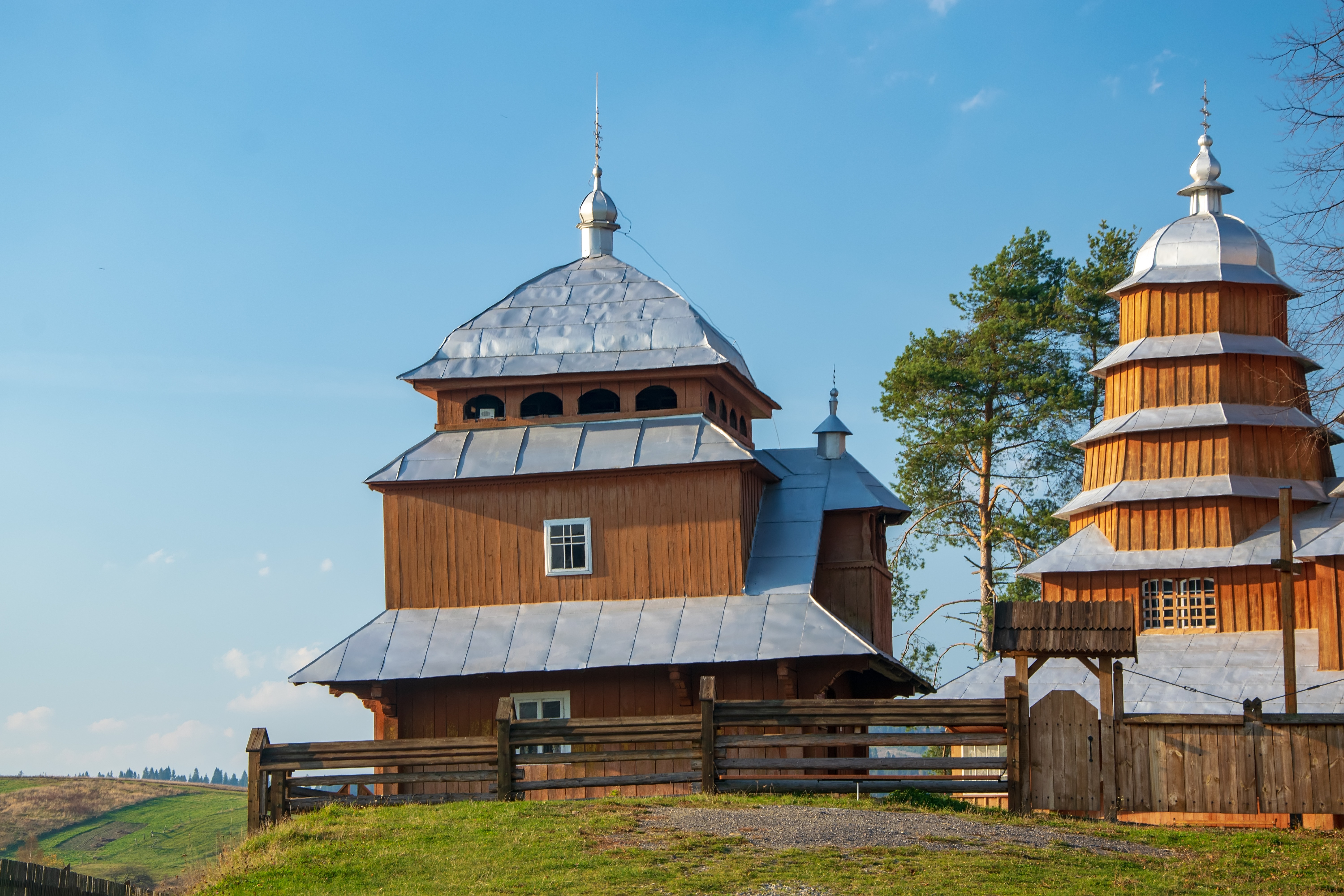
et son clocher[2] .